# José Ignacio Aguirrezábal
José Ignacio Aguirrezábal OFM (Azcoitia, 22 de julio de 1891 - Pucallpa, 1956) fue misionero y constructor en las localidades peruanas de Pucallpa y La Merced. Además, párroco del Vicariato Apostólico de Pucallpa, que desde 1925 destacó su colaboración para colonizar la ciudad. La Biblioteca Municipal de Pucallpa lleva su nombre.